# Tannenberg (fartyg)
Tannenberg var en bil- och passagerarfärja som byggdes 1935 för de tyska rederiet Norddeutscher Lloyd. Hon använde för trafik på södra Östersjön mellan egentliga Tyskland och tyska Ostpreussen. Fartyget hade en kapacitet för 2000 passagerare och 100 bilar.
Vid andra världskrigets utbrott kallades hon in för tjänstgöring i Kriegsmarine och ombyggdes till hjälpminfartyg. Som sådant deltog hon i utläggningen av minfält i Nordsjön och Östersjön.
Den 9 juli 1941 ingick fartyget i en tysk konvoj som gick in i en svensk minering på svenskt territorialvatten utanför Östby på södra Öland och sänktes. Delar av vraket bärgades 1952